# Ap. J.-C. (roman)
Pour les autres significations, voir Ap. J.-C..
Ap. J.-C.  est un roman de Vassilis Alexakis paru le 22 août 2007 aux éditions Stock et ayant reçu le Grand prix du roman de l'Académie française la même année.

## Écriture du roman
Ce roman de Vassilis Alexakis a été écrit directement en français, comme nombre de ses précédentes œuvres. L'auteur souhaitait écrire un livre critique sur le fonctionnement de la République monastique du Mont Athos et de l'Église grecque en général. Il cherche à décrire certains modes de fonctionnement monacal, dont en particulier la règle de l'abaton qui interdit aux femmes de pénétrer au mont Athos (presqu'île de 45 km de long et de 10 km de large), et les liens importants qui existent entre l'Église orthodoxe grecque et le monde de la politique et de la finance en particulier. D'une manière plus large, Alexakis oppose dans ce roman la théologie qui selon lui à « des réponses à tout » à la philosophie qui est « un questionnement permanent ».

## Résumé
Un jeune étudiant grec en philosophie, originaire d'une famille modeste de Tinos, est logé chez Nausicaa Nicolaïdis, une riche femme de 89 ans, aveugle, qui aide les étudiants d'Athènes dans leur cursus. En échange de son soutien matériel, Nausicaa demande au jeune homme de lui lire des livres. À l'approche de son anniversaire, elle lui fait la requête de s'instruire sur les conditions de vie et matérielles des moines orthodoxes vivant en quasi autarcie depuis plus de dix siècles sur le mont Athos en Chalcidique au sein de la République monastique du mont Athos. Le jeune étudiant, tout en continuant de travailler à son mémoire sur les Présocratiques, se prend d'intérêt pour cette demande, autant par affection pour la vieille femme dont le portrait de jeunesse lui plait tant, que par curiosité intellectuelle. Après de nombreuses lectures, et sous le prétexte d'une mission universitaire archéologique, il décide d'anticiper un voyage au mont Athos où seuls les hommes peuvent pénétrer selon la règle de l'abaton. Nausicaa lui explique alors que son frère Dimitris est parti, il y a 50 ans, vivre une vie monacale sur le mont et qu'elle n'a plus jamais reçu de ses nouvelles depuis. S'il est encore vivant, il doit avoir maintenant 92 ans, et la vieille femme, proche de la mort, demande finalement au jeune homme de le retrouver. Celui-ci part donc pour Ouranopolis, et durant trois jours, guidé par le moine Onoufrios, un ancien instituteur, il va sillonner le mont de monastère en monastère à la fois pour interroger les popes et les higoumènes sur leurs conditions de vie et pour tenter d'obtenir des informations sur Dimitris, le frère de Nausicaa. Tous ignorent l'existence de ce dernier ; cependant, à la suite d'un indice donné par le jeune étudiant sur les habitudes de jeunesse du vieux moine qui aimait à observer les fourmilières, son guide réussit à localiser la personne qui vit maintenant en ermite et porte le nom religieux de Daniel. Ils s'en vont le rencontrer, à la pointe de la presqu'île. Daniel vit reclus dans une petite maison à flanc de montagne, au bord de la mer. Le vieil homme est fatigué, mais à l'évocation du nom de sa sœur Nausicaa, l'étincelle rallume ses souvenirs. Le jeune étudiant, exalté par sa découverte, appelle de son téléphone portable Nausicaa, qui peut enfin échanger quelques paroles avec son frère.

## Éditions
- Éditions Stock, coll. « La Bleue », 2007  (ISBN 2234057930)[1]
- Éditions Gallimard, coll. « Folio » no 4921, 2009  (ISBN 978-2070356645)